# Chilenische Formel-3-Meisterschaft

Logo Fórmula 3 Chilena

Die Chilenische Formel-3-Meisterschaft ist eine in Chile beheimatete Formel-3-Rennserie, die seit 1972 besteht. Sie wurde in jenem Jahr als Formula 4 (Formula Cuatro) gegründet und firmierte erst 1984 zum ersten Mal als Formel-3-Serie.

## Meister
| Jahr     | Fahrer                |
| -------- | --------------------- |
| 1972     | José Manuel Salinas   |
| 1973     | Juan Carlos Silva     |
| 1974     | Juan Carlos Silva     |
| 1976     | Juan Carlos Silva     |
| 1977     | Juan Carlos Silva     |
| 1978     | Juan Carlos Ridolfi   |
| 1979     | Santiago Bengolea     |
| 1980     | Juan Carlos Ridolfi   |
| 1981     | Sergio Santander      |
| 1982     | Juan Carlos Ridolfi   |
| 1983     | Kurt Horta            |
| 1984     | Kurt Horta            |
| 1985     | Giuseppe Bacigalupo   |
| 1986     | Giuseppe Bacigalupo   |
| 1987     | Giuseppe Bacigalupo   |
| 1988     | Giuseppe Bacigalupo   |
| 1989     | Santiago Bengolea     |
| 1990     | Kurt Horta            |
| 1991     | Giuseppe Bacigalupo   |
| 1992     | Giuseppe Bacigalupo   |
| 1993     | Giuseppe Bacigalupo   |
| 1994     | Ramón Ibarra          |
| 1995     | Ramón Ibarra          |
| 1996     | Ramón Ibarra          |
| 1997     | Ramón Ibarra          |
| 1998     | Mauricio Perrot       |
| 1999     | Cristobal Ibarra      |
| 2000     | Matías Horta          |
| 2001     | Giuseppe Bacigalupo   |
| 2002     | Giuseppe Bacigalupo   |
| 2003     | Cristobal Puig        |
| 2004     | Giuseppe Bacigalupo   |
| 2005     | Benjamín Moreau       |
| 2006     | José Luis Riffo       |
| 2007     | José Luis Riffo       |
| 2008     | Juan Manuel Basco Jr. |
| 2009     | Javier Barrales       |
| 2010     | Juan Carlos Carbonell |
| 2011 (A) | José Luis Riffo       |
| 2011 (C) | Jorge Bas             |
| 2012     | José Luis Riffo       |
| 2016     | Alex Renner           |
| 2017     | José Luis Riffo       |
| 2018     | Lucas Bacigalupo      |

## Aktuelle Strecken der Meisterschaft
| Strecke     | Summe | 2024 | 23 | 22 | 21 | 20 | 19 | 18 | 17 | 16 |
| ----------- | ----- | ---- | -- | -- | -- | -- | -- | -- | -- | -- |
| San Antonio | 45    | 8    | 6  | 8  | -  | 8  | 5  | -  | 3  | 7  |
| Codegua     | 8     | -    | 1  | -  | -  | -  | 1  | 5  | 1  | -  |
| Rivera      | 8     | -    | -  | -  | -  | -  | 3  | 4  | 1  | -  |
| Interlomas  | 3     | 1    | -  | -  | -  | -  | -  | 1  | -  | 1  |
| La Serena   | 2     | 1    | -  | -  | -  | -  | -  | 1  | -  | -  |

Quelle:

## Quelle
- Chilean Formula 3 Championship